# Michaela Dihlová
Michaela Dihlová (* 24. únor 1991, Ostrava) je česká modelka a II. vicemiss Miss Supranational 2012.

## Život

### Osobní život
V letech 2006–2010 studovala na Střední škole uměleckých řemesel v Ostravě, obor Návrhářství a modelářství oděvů. Nyní[kdy?] studuje na Ostravské univerzitě, na Pedagogické fakultě obor Výtvarná výchova se zaměřením na vzdělávání.[zdroj?]

### Modeling a soutěže Miss
Od 12 let se věnuje modelingu.[zdroj?]
Soutěže krásy:
- Dívka roku 2006 – finalistka celostátního finále
- Miss Junior 2007 – semifinalistka
- Miss Reneta 2007 – finalistka[1]
- Look Bella 2007 (soutěži o nejzajímavější tvář roku) – vítězka[2]
- Miss Léto 2008 – II. vicemiss[3]
- Miss Praha Open 2008 – vítězka, Miss Internet
- Top Model 2008 – 3. místo
- Miss World And Europe Junior Czech republic 2008 – vítězka
- Miss Europe and World Junior 2008 – II. vicemiss[4]
- Miss FANTOM 2009 – finalistka[5]
- Miss Baník 2009 – finalistka
- iMiss 2009 – 3. iMiss
- Soutěž Superkrás 2011 – finalistka

V roce 2011 reprezentovala Česko na mezinárodní soutěži krásy Miss Model of the World v Číně, kde se umístila na 4. místě (TOP 5) z 66 dívek z celého světa a stala se tak 4 nejkrásnější modelkou pro rok 2011. V roce 2011 se také zúčastnila mezinárodní soutěže krásy Miss Global Beauty Queen 2011, zde se však ale neumístila.[zdroj?]
V roce 2012 se zúčastnila jako finalistka s číslem 6 soutěže krásy Česká Miss 2012. Také se zúčastnila mezinárodní soutěže krásy Miss Supranational, jejíž finále se konalo 14. září 2012 ve Varšavě, kde se stala II. vicemiss této soutěže a ještě získala titul Miss Photogenic.[zdroj?]